# 尹周平
尹周平 (1972年9月—)，华中科技大学机械科学与工程学院副院长，教授，主要从事电子制造装备与技术、数字化制造等方面的研究工作。入选中华人民共和国教育部2009年度"长江学者"特聘教授。